# (15167) 2000 GS135
A (15167) 2000 GS135 a Naprendszer kisbolygóövében található aszteroida. A LINEAR projekt keretében fedezték fel 2000. április 8-án.